# NGC 486
NGC 486 ist eine Galaxie vom Hubble-Typ S? im Sternbild Fische auf der Ekliptik. 
Im selben Himmelsareal befinden sich u. a. die Galaxien NGC 488, NGC 490, NGC 492, NGC 500.
Das Objekt wurde am 6. Dezember 1850 von dem irischen Astronomen Bindon Stoney, einem Assistenten von William Parsons, entdeckt.